# Битва за нашу Радянську Україну
«Битва за нашу Радянську Україну» (рос. Битва за нашу Советскую Украину) — радянський документальний пропагандистський фільм 1943 року.
У США фільм показаний під назвою «Україна у вогнях» (англ. Ukraine in Flames). Прем'єрний показ в різних країнах: СРСР — кінець 1943, США — 2 квітня 1944, Швеція — 3 липня 1944, Франція — 14 березня 1945, Фінляндія — 8 липня 1945, Чехія — 3 квітня 2005 (кінофестиваль «Фебіо»)

## Сюжет
Сюжет розповідає про події осені 1943 року на південних фронтах німецько-радянської війни. Фільм відрізняється від собі подібних тим, що вперше глядачі військової хроніки почули «живі голоси» бійців, величезною кількістю філософських узагальнень, написаних О. Довженком у формі ліричних роздумів, й озвучених Леонідом Хмарою.
У стрічку включені кадри трофейної німецької кінохроніки.